# Jacob’s Pillow Dance
Jacob’s Pillow Dance ist eine Tanzschule in Becket im Bundesstaat Massachusetts der Vereinigten Staaten. Insgesamt 24 Gebäude und Objekte auf dem Gelände wurden im Jahr 2003 in Referenz auf das dort seit 1932 jährlich stattfindende Jacob’s Pillow Dance Festival als National Historic Landmark District in das National Register of Historic Places (NRHP) eingetragen. 2010 wurde das Festival mit der National Medal of Arts ausgezeichnet.

## Beschreibung
Der an der Massachusetts Route 20 gelegene, 89 ha große Komplex besteht aus insgesamt 39 Gebäuden und anderen Objekten, von denen 24 als Contributing Properties in das NRHP aufgenommen wurden. Aufgrund dieser Auswahl umfasst der NRHP-Eintrag lediglich 61 ha. Die ältesten Bauwerke auf dem Gelände wurden in den 1780er, die jüngsten in den 1990er Jahren errichtet. Einzig das Stephen Carter House ist ganzjährig geöffnet und dient als Hauptquartier des jährlichen Tanzfestivals. Die anderen Gebäude sind nur in den Sommermonaten während der Festival-Saison in Betrieb.
Der Eintrag im NRHP umfasst die folgenden Bauwerke:
- Carter-Chaffee-Derby House, ca. 1789
- Stephen Carter House, ca. 1790
- English style barn, ca. 1790
- Stephen Carter barn, ca. 1820
- Ben and Estelle Sommers Studio, ca. 1930
- Fred’s Cabin, ca. 1933
- Baba Yaga, ca. 1933
- Stone dining room, 1935
- Brown Cabin, ca. 1935
- Malm Manor, ca. 1935
- Delmar/Avnet House, ca. 1935
- Überreste eines Schwimmteichs, 1930er Jahre
- Ted Shawn Theatre, 1942
- Ethnic House, 1953
- Fünf Wohnhütten aus den 1950er Jahren (Ballet Plaza)
- Holyrood, 1961
- Drei Wohnhütten und ein Studio aus den 1960er Jahren

Ebenfalls im NRHP eingetragen ist der namensgebende Findling Jacob’s Pillow, der sich an der Südseite des Stephen Carter House befindet.

## Historische Bedeutung
Das Jacob’s Pillow Dance Festival ist eine der wichtigsten Kultureinrichtungen der Vereinigten Staaten, die mit dem amerikanischen Tänzer Ted Shawn (1891–1972) verbunden ist. Es handelt sich im Wesentlichen um das Wohnhaus, die Schule und das Theater von Shawn, der 1915 zusammen mit Ruth St. Denis die Denishawn School of Dancing and Related Arts gründete, Amerikas erste moderne Tanzschule.
In den frühen 1930er Jahren gründete Shawn mit den Ted Shawn and his Men Dancers die erste männliche Tanzkompanie in den Vereinigten Staaten, die erstmals in der Geschichte der Vereinigten Staaten eine ernstzunehmende Rolle für Männer im Tanz schuf. In Jacob’s Pillow bildete Shawn Generationen von Tänzerinnen und Tänzern aus. Hier haben viele der wichtigsten Choreographen, Tänzer und Musiker an der Schaffung von Kunstwerken mitgewirkt, die Teil eines internationalen und teilweise weltbekannten Repertoires geworden sind. Seit 1940 traten dort internationale Tanzschulen und Einzelpersonen auf, deren Einfluss als wichtiger Faktor in der internationalen Geschichte des Tanzes angesehen werden kann. An der Tanzschule Jacob’s Pillow wurden mehrere Generationen von Tänzern und Choreographen in Theorie, Geschichte und Technik ausgebildet.
Für seine Verdienste wurde Ted Shawn vielfach ausgezeichnet; unter anderem erhielt er 1957 für seine Beiträge zur dänischen Kultur von Frederik IX. den Dannebrogorden.